# Nancy Storace
Anna Selina Storace (ur. 27 października 1765 w Londynie; zm. 24 sierpnia 1817 w Dulwich) – angielska śpiewaczka operowa, sopran.
Ojcem Anny Storace był przybyły do Anglii włoski kontrabasista Stefano Storace, matka śpiewaczki była zaś Angielką. „Nancy” jest angielskim zdrobnieniem imienia Anna, Storace używała go podczas swojej kariery.
Nancy Storace kształciła się u Rauzziniego, by następnie we Włoszech studiować w Ospedaletto w Wenecji. We Włoszech też od 1780 roku występowała w najważniejszych operowych ośrodkach, jak Parma, Florencja i Mediolan, a w roku 1783 udała się do Wiednia. Tu poznała swojego przyszłego męża, starszego od niej o 22 lata Johna Abrahama Fishera – angielskiego skrzypka i kompozytora oraz doktora muzykologii (Bachelor and doctor of music of Oxford), który odwiedził miasto podczas artystycznej podróży. Poślubiła go w roku 1784. Ich małżeństwo nie było jednak szczęśliwe, Fisher do tego stopnia maltretował żonę, iż Józef II wydalił go ze swego cesarskiego imperium, a Anna Selina wróciła do panieńskiego nazwiska. Zainteresowanie cesarza ma swoje uzasadnienie w tym, że Storace była pierwszoplanową postacią życia kulturalnego Wiednia, a jej gaża w operze była bajecznie wysoka. Fakt swojego małżeństwa z Fisherem, również po powrocie do Anglii, utrzymywała Storace w najściślejszej tajemnicy.
Miejsce na najważniejszych kartach historii muzyki zapewnił jej Wolfgang Amadeus Mozart pisząc z myślą o niej rolę Zuzanny w Weselu Figara, bowiem to Storace była jej pierwszą wykonawczynią. Przypuszcza się także, iż Mozarta i Storace mogło łączyć romantyczne uczucie. To jej Mozart zadedykował swoiste muzyczne wyznanie miłosne, scenę i arię Ch'io mi scordi di te (KV 505) – na głos i fortepian obbligato z akompaniamentem orkiestry. Dedykacja Mozarta w katalogu tematycznym brzmi "Für Mselle Storace und mich." (Dla panny Storace i dla mnie), a w rękopisie – "Composto per Sig.ra Storace dal suo Servo ed amico W.A. Mozart Vienna li 26 di dicembre 1786" (Skomponowane dla Pani Storace przez jej sługę i przyjaciela W.A. Mozarta, Wiedeń 26 grudnia 1786).
Bratem śpiewaczki był Stephen Storace – uczeń Mozarta i zdolny angielski kompozytor. Przyjacielem rodzeństwa był irlandzki tenor Michael Kelly, który także śpiewał w premierze Wesela Figara. Gdy w roku 1787 cała trójka wyjeżdżała z Wiednia do Anglii, Mozart miał także udać się wraz z nimi lub dołączyć w późniejszym okresie. Te plany kompozytora nigdy nie doszły do skutku.